# Onderzeebootbasis Lorient

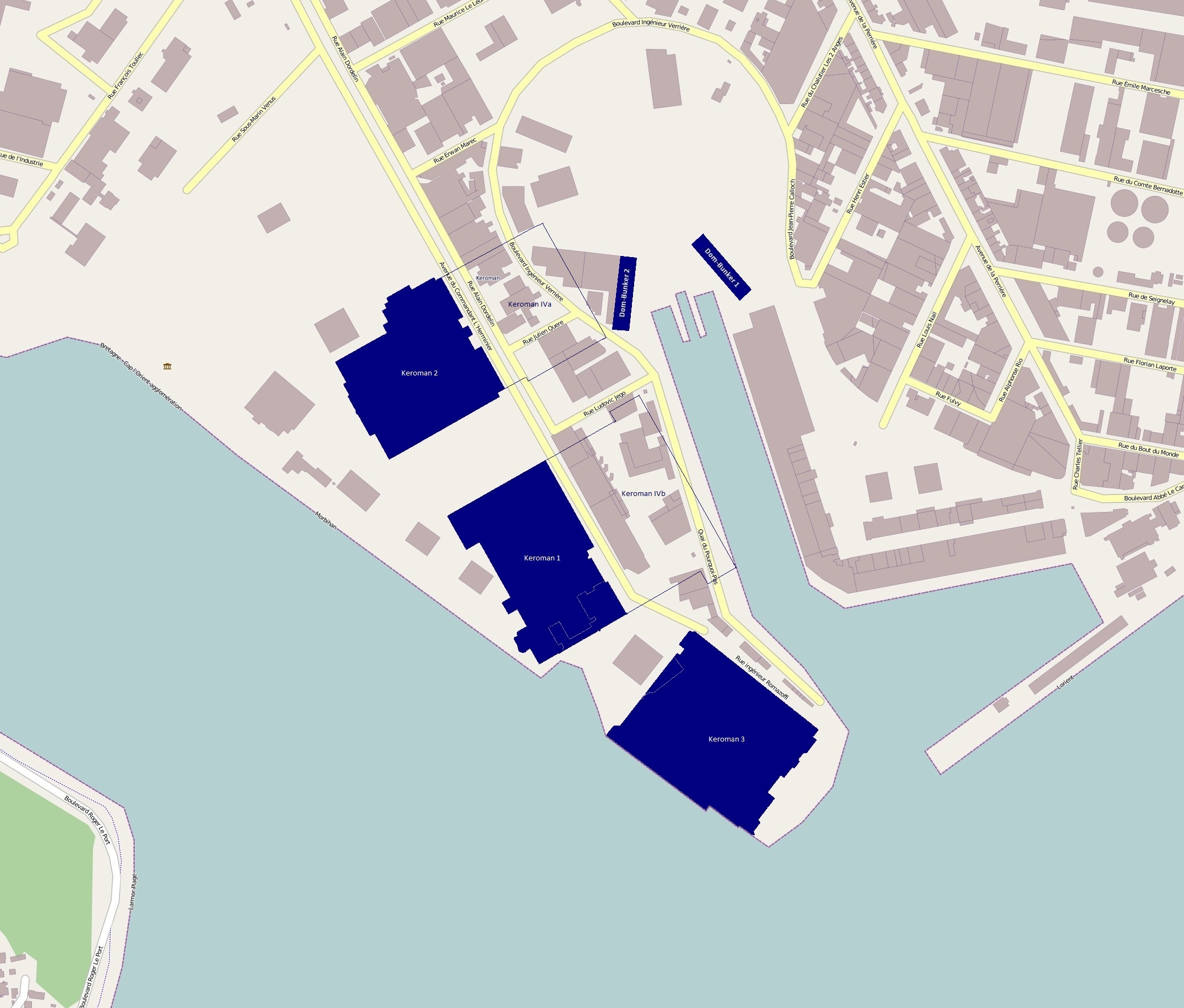
Kaart van Lorient met de Duitse U-bootbunkers in donkerblauw. Van boven naar beneden zijn dat achtereenvolgens de K2, K1 en K3. Rechts van K2 liggen de twee kleine Dombunkers.

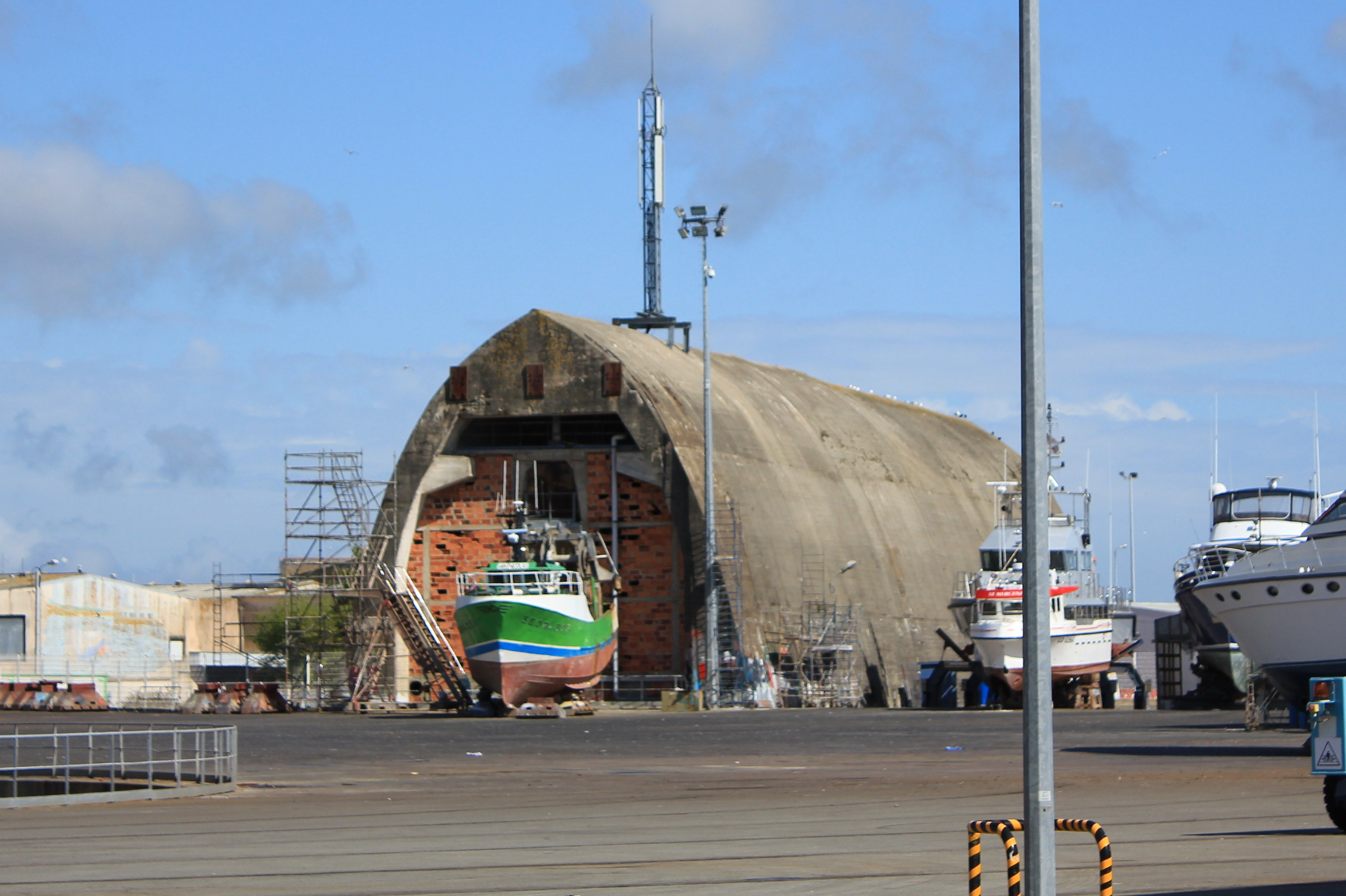
Een van de twee Dombunkers

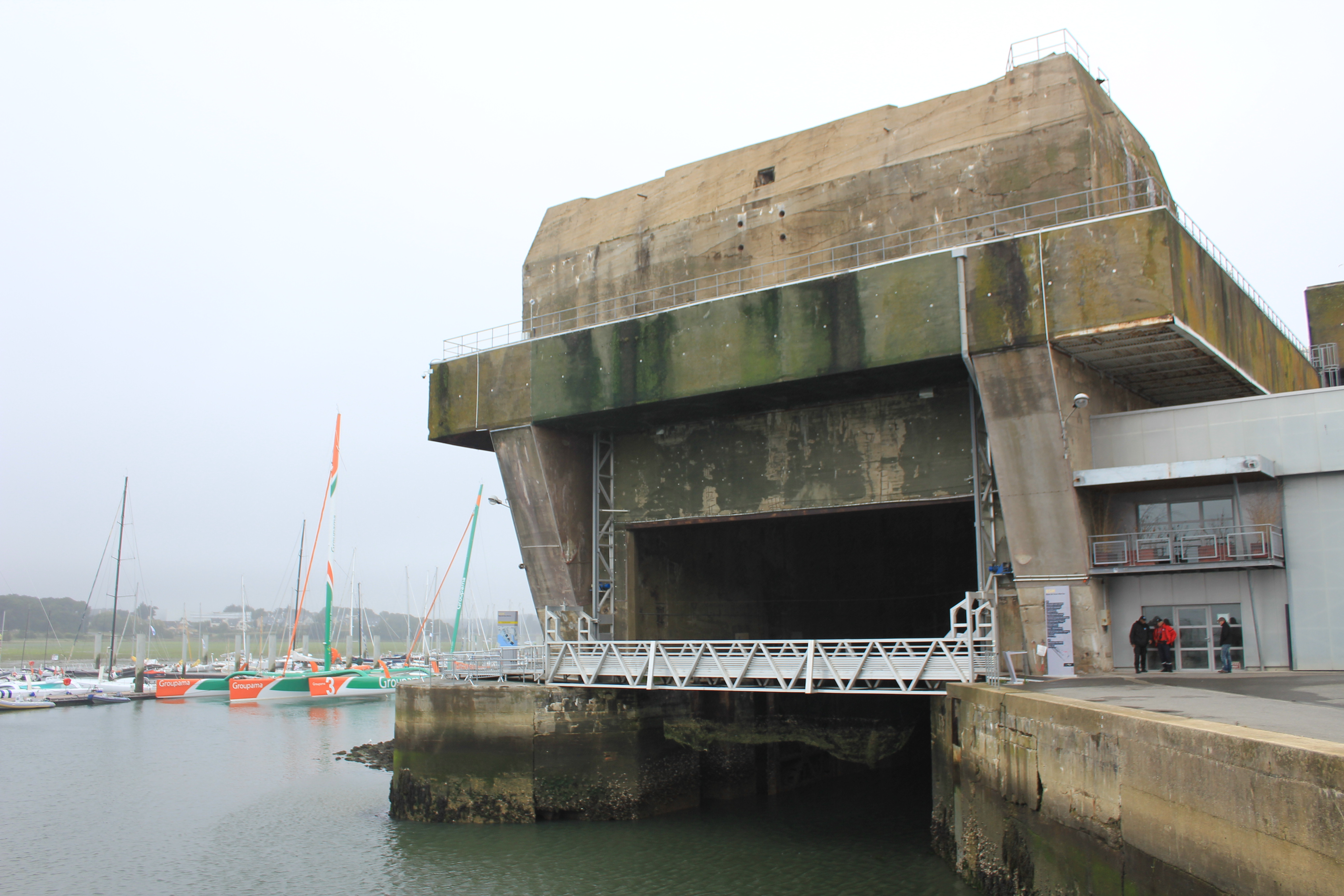
Ingang tot de scheepshelling van K1.

Tekening van K1 en K2 bunkers. De U-boten worden met een lift uit het water gehaald. Een wagon op rails brengt de U-boot naar een van de 12 bunkers.

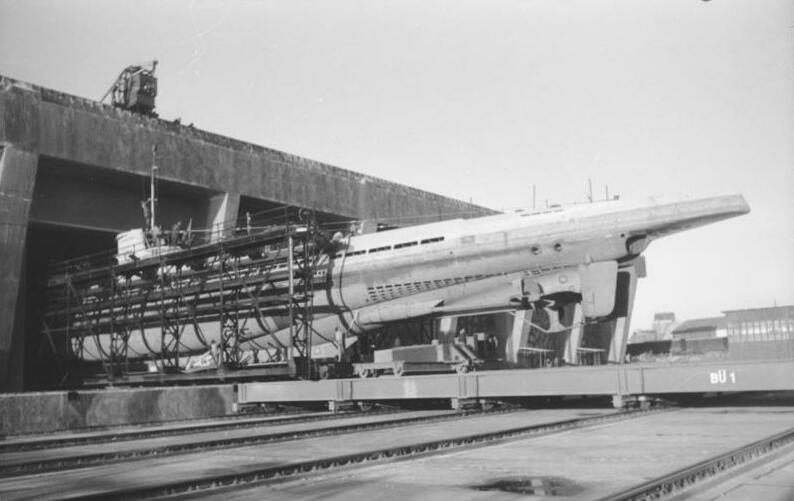
U-boot U 67 deels in de K1 of K2 bunker.

Tekening van de K3 bunker. Die ligt direct aan zee en de U-boten kunnen direct in- of uitvaren.

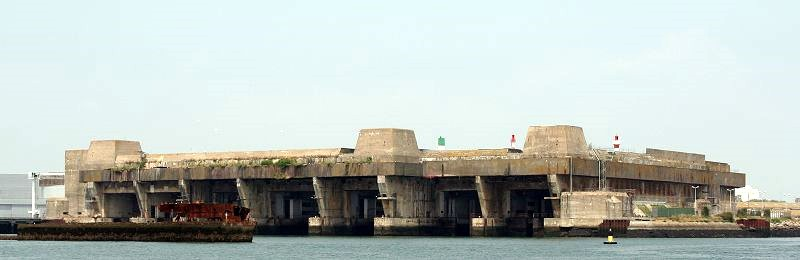
Voorzijde van de Keroman 3.

De Onderzeebootbasis Lorient was een basis voor Duitse U-boten tijdens de Tweede Wereldoorlog in Frankrijk. Admiraal Karl Dönitz besloot de basis te bouwen op 28 juni 1940. Tussen februari 1941 en januari 1943 werden drie gigantische structuren van gewapend beton gebouwd op het schiereiland Keroman  bij de stad. De werken kregen de aanduiding K1, K2 en K3. Lorient werd tijdens de oorlog zwaar beschadigd door geallieerde bombardementen, maar de bunkers werden nooit buiten bedrijf gesteld. Lorient werd pas in mei 1945 op de Duitsers bevrijd.

## Inleiding
Lorient was al eeuwen een belangrijke haven en steunpunt voor de marine. De havenmond van Lorient was de uitloop van de rivier de Scorff en het gebied waar de Franse marine was gelegerd stond bekend als het Arsenaal. Direct na de val van Frankrijk zagen de Duitsers de voordelen van de haven in. Hun U-boten waren sneller op de plaats van bestemming om het scheepvaartverkeer van en naar het Verenigd Koninkrijk te onderscheppen en ze hoefden niet langer de gevaarlijke reis door de Noordzee en Het Kanaal te maken. Lorient viel op 16 juni 1940 in handen van het Duitse leger en 16 dagen later voer de eerste U-boot, de U 30 van kapitein Fritz-Julius Lemp, de haven in.

## De bunkers
Dönitz besloot in Lorient, net als bij Saint-Nazaire en Brest, een grote basis voor U-boten te bouwen.
Als eerste werden twee zogenaamde Dombunkers gebouwd bij een bestaande reparatieplaats voor vissersschepen. Ze zijn 81 meter lang, 16 meter breed en 25 meter hoog. De U-boten werden uit het water gehaald door middel van een scheepshelling. Eenmaal droog op land kwam de U-boot op een draaischijf die de U-boot op een railwagon naar de bunkers bracht. De bunkers zijn klein maar goed beschermd met muren van 1,5 meter dik beton. De wanden van de Dombunkers hebben een gebogen vorm waardoor bommen bij luchtaanvallen van de bunker stuiteren.
De U-boten werden groter waardoor ze niet meer in deze bunkers pasten. Grotere bunkers waren noodzakelijk.

### Keroman 1 of K1
De Keroman 1-bunker is 120 meter lang, 85 meter breed en bijna 20 meter hoog. De bunker is gebouwd op een zachte ondergrond en staat op heipalen om verzakken te voorkomen. Hij bood plaats aan vijf U-boten, K1 tot en met K5, en een onderdekte scheepshelling. U-boten voeren vanuit zee op de helling, de sluisdeuren werden gesloten en het water eruit gepompt. De U-boten werden vervolgens omhoog getrokken over een lange helling met een hellingsgraad van 10%. Aan het einde van de scheepshelling was een transportbaan op rails. De U-boten werden op een wagen vervoerd naar een bunker waar veilig werkzaamheden konden worden verricht. Na zeven maanden bouwen werd het geheel in september 1941 opgeleverd. Het dak is gemaakt van ten minste 3,5 meter dik gewapend beton. Elke ruimte was voorzien van een kraan om zware lasten te verplaatsen.

### K2
In december 1941 werd het complex vergroot met zeven extra bunkers, genummerd K6 tot en met K12. De K2 werd aan de achterzijde van K1 gebouwd en bood ook extra ruimte voor de technische dienst. Deze bunker is ook 120 meter lang, maar met 138 meter wel breder dan K1.

### K3
Keroman 3 is 138 meter lang en 170 meter breed. Met de bouw werd oktober 1941 aangevangen en in januari 1943 was het gereed. Die bunker ligt direct aan het water en staat op een ondergrond van rotsen. De steviger ondergrond maakte een zwaarder en dus dikker dak mogelijk. Het dak van de K3 bestaat uit twee dikke lagen beton van elk ongeveer 3,5 meter met een open ruimte van 50 centimeter ertussen. Het dak is in totaal zo'n 7,5 meter dik. Een zware bom zal het bovenste dak beschadigen, maar door de open tussenruimte is de kans klein op beschadiging van het onderste dak. Keroman 3 bood ruimte aan 13 U-boten, de ruimten waren genummerd van K13 naar K24. Zware deuren sloten de toegang tot zee af en de U-boten konden op eigen kracht de ruimte in- en uitvaren.
Op het hoogtepunt van de activiteiten op de basis werkten er ongeveer 15.000 personen. Er was een eigen elektriciteitscentrale en een drinkwatervoorziening en andere faciliteiten waardoor de basis niet afhankelijk was van de infrastructuur van de rest van het land.

## Bombardementen
De verliezen aan scheepruimte van de geallieerden noodzaakten diverse maatregelen van U-bootbestrijding. Een van de acties was het bombarderen van de U-bootbasis aan de Franse kust. De bunkers waren te stevig gemaakt en zelfs treffers van de zwaarste bommen konden geen schade toebrengen. De geallieerden besloten om de stad en de haven van Lorient aan te vallen om zo de infrastructuur en de aanvoerlijnen naar de U-bootbasis af te snijden. Zonder personeel, brandstof en wapens, zoals torpedo's, kon de basis niet functioneren. Tussen 14 januari 1943 en 17 februari 1943 werd Lorient diverse malen zwaar gebombardeerd en de stad werd bijna volledig verwoest. Duizenden Franse burgers, maar ook Duitse militairen kwamen hierbij om.

## Gebruik door Franse marine
Na de oorlog bleef de basis in gebruik bij de Franse marine tot 1997. Ze kreeg de naam van een maritiem ingenieur Jacques Stosskopf. Hij werkte voor de Duitsers op de basis, maar was ook lid van het Franse verzet en gaf waardevolle informatie over U-bootbewegingen door aan de geallieerden. Hij werd ontmaskerd, door de Gestapo gearresteerd en op 1 september 1944 terechtgesteld.

## Tegenwoordige situatie
De U-bootbunkers hebben de oorlog overleefd en een deel is opengesteld voor het publiek. De Flore S645, een Daphnéklasse onderzeeboot van 1961, maakt onderdeel uit van een museum en ligt tussen de twee bunkers K1 en K2.